# Пионерская республика имени Вильгельма Пика
Пионерская республика имени Вильгельма Пика (нем. Pionierrepublik Wilhelm Pieck) — центральный пионерский лагерь Пионерской организации имени Эрнста Тельмана в Германской Демократической Республике.

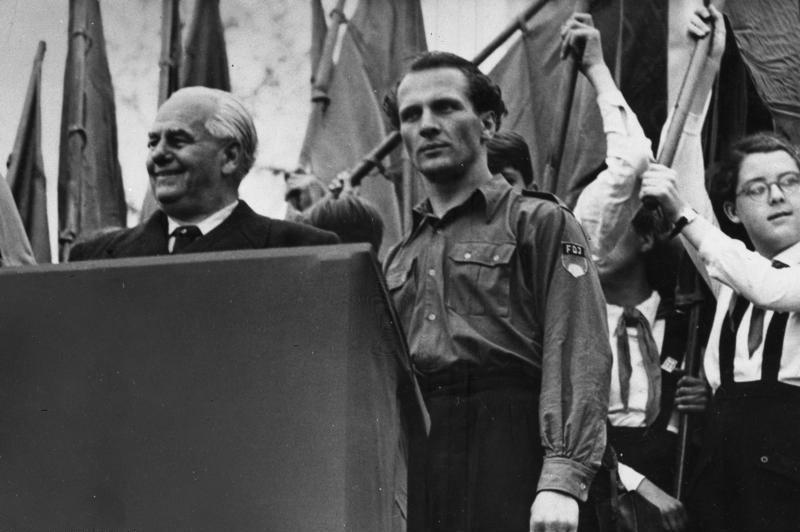
В честь первого Общегерманского съезда молодёжи в зелёной зоне Берлина Вульхайде начала работу Республика юных пионеров. Президент ГДР Вильгельм Пик и председатель центрального комитета ССНМ Эрих Хонеккер на почётной трибуне. Берлин

Первый пионерский лагерь в ГДР — «пионерская республика» — был создан в 1950 году к первому съезду Союза свободной немецкой молодёжи в берлинском парке Вульхайде. Полученный там опыт в дальнейшем использовался для организации Пионерской республики имени Вильгельма Пика в Альтенхофе на озере Вербеллинзе по образцу Всесоюзного пионерского лагеря «Артек» в Крыму.
16 июля 1952 года на торжественной церемонии открытия пионерского лагеря присутствовал Вильгельм Пик. К 1989 году пионерский лагерь занимал территорию в 1,1 кв. км., на которой были построены помимо основного корпуса ясли, школа, спортивные залы, кафе и даже монгольская юрта.
Общее количество отдыхавших в лагере пионеров оценивается в 400 000 человек. В Пионерскую республику приезжали дети из других социалистических и капиталистических стран. Путевки на отдых (обычно продолжительностью в шесть недель) в Пионерскую республику распределял действовавший в школах Совет дружбы. Отдых в Пионерской республике имени Вильгельма Пика считался большой наградой.
В 1989 году комплекс сооружений Пионерской республики был приватизирован, в настоящее время используется для детских и молодёжных мероприятий и семейного отдыха и находится под охраной государства как исторический памятник. Новое название учреждения — «Европейский центр отдыха и встреч молодёжи на Вербеллинзе» (нем. Europäische Jugenderholungs- und Begegnungsstätte Werbellinsee GmbH).